# Marge a mukl
Marge a mukl (v anglickém originále Pokey Mom) jsou 10. díl 12. řady (celkem 258.) amerického animovaného seriálu Simpsonovi. Scénář napsal Tom Martin a díl režíroval Bob Anderson. V USA měl premiéru dne 14. ledna 2001 na stanici Fox Broadcasting Company a v Česku byl poprvé vysílán 8. října 2002 na stanici ČT1.

## Děj
Rodina Simpsonových se účastní vězeňského rodea, kde se Marge seznámí s Jackem Crowleym, odsouzencem, o němž se domnívá, že má velký umělecký potenciál, protože na ni zapůsobila jeho práce. Později Marge vede pro vězně kurz o umění a s Jackem se spřátelí. S její pomocí je Jack pod jejím dohledem podmínečně propuštěn a Marge pro něj brzy najde práci malíře nástěnných maleb na Springfieldské základní škole. Jack namaluje mohutnou nástěnnou malbu symbolizující školního ducha s pumou, která se líbí celé škole, ale ředitel Skinner požaduje, aby ji zmírnil pomocí svého nápadu kreslené pumy kráčející se dvěma dětmi pod duhou v zemi fantazie. Jack se neochotně podvolí jeho přání, nicméně po odhalení je nová nástěnná malba všemi ve městě odsuzována. Skinner odmítá přiznat, že Jacka k jejímu vytvoření donutil, a místo toho obviní Jacka a vyhodí ho. 
O něco později je nástěnná malba zapálena záhadným žhářem a všem se podaří prohlédnout si tu skutečnou. Všichni ve škole předpokládají, že malbu zapálil Jack, aby se pomstil Skinnerovi. Zatímco policie po Jackovi pátrá, Marge ho najde schovaného na školním hřišti. Přísahá jí, že požár nezaložil, Marge proto odláká pozornost Skinnera a šerifa Wigguma, aby mohl utéct, ale on místo toho zapálí Skinnerovo auto a tančí kolem něj a směje se tomu, čímž odhalí svou pravou povahu. Jack je zatčen a Marge, rozzuřená, že jí lhal do očí, požaduje po Wiggumovi, aby ho odvedl zpět do vězení. 
Mezitím Homer utrpí zranění zad od býka z rodea a navštíví chiropraktika, ale jeho pokyny se neřídí. Později Homer doma spadne zády na zničený odpadkový koš a zjistí, že to vyřešilo jeho problémy se zády. Ze svého objevu udělá byznys, který se ukáže jako úspěšná metoda řešení problémů s bolestí, což způsobí, že chiropraktický byznys upadá. Nakonec dva chiropraktici převlečení za investory Homera obelstí a popelnici u Simpsonových doma zničí.

## Produkce
Epizodu napsal Tom Martin a režíroval ji Bob Anderson. Podle tehdejšího vedoucího seriálu Mika Scullyho vznikl tento díl na základě toho, že členové štábu Simpsonových chtěli natočit epizodu o Marge, ale měli pocit, že se nemá točit kolem toho, jak si najde novou práci, protože to bylo v seriálu vidět „příliš často“. Rozhodli se prozkoumat jednu z Marginých vlastností, která byla k vidění v dřívějších dílech, a nakonec zvolili její zájem o umění. Martin vymyslel podzápletku kolem Homera po návštěvě chiropraktika. Řekl, že jádro tohoto příběhu spočívá v tom, že chiropraktici ve Springfieldu se začnou stavět proti Homerově metodě léčení lidí a snaží se ji zastavit poté, co přijdou o obchody, v narážce na to, jak jsou chiropraktici v reálném životě „trochu nenáviděni Americkou lékařskou asociací“ a jak se ona v minulosti snažila omezit jejich podnikání. Martin také poznamenal, že díl ukazuje, jak „je spousta chiropraktiků skvělými léčiteli a odvádějí skvělou práci, a pak jsou tu někteří, kteří jsou křiváci“.
V epizodě hostovalo několik slavných Američanů. Herec Michael Keaton hostoval v roli Jacka Crowleyho, stand-up komik Robert Schimmel se objevil jako vězeň v Margině výtvarné třídě, herec Charles Napier namluvil ředitele věznice, jenž komentuje rodeo ve věznici a později Jackovi udělí podmínku, a scenárista a herec Bruce Vilanch hostoval v dílu jako on sám při odhalování Jackovy nástěnné malby.

## Vydání
Díl byl původně vysílán na stanici Fox ve Spojených státech 14. ledna 2001 a ten večer jej vidělo přibližně 8,79 milionu domácností. S ratingem 8,6 podle agentury Nielsen se vyrovnal epizodě 60 Minutes na 38. místě sledovanosti v týdnu od 8. do 14. ledna 2001. Byl třetím nejlépe hodnoceným pořadem na stanici Fox v tomto týdnu, hned po pořadech Temptation Island a Boston Public. 18. srpna 2009 vyšel díl na DVD jako součást boxu The Simpsons – The Complete Twelfth Season. Na audiokomentáři k epizodě na DVD se podíleli členové štábu Tom Martin, Bob Anderson, Mike Scully, Ian Maxtone-Graham, John Frink, Don Payne, Matt Selman a Joel H. Cohen a také dabéři Dan Castellaneta a Joe Mantegna. Na box setu byly zařazeny vymazané scény z dílu.
Kritika udělila epizodě vesměs negativní hodnocení. Nancy Basileová z About.com uvedla, že díl se jí „hnusí“. Colin Jacobson z DVD Movie Guide se vyjádřil, že „kromě pěkného hostování Michaela Keatona se epizoda příliš nevymyká z řady. Ach, stejně jako většina 12. řady, udržuje náš zájem, ale to není zrovna silná podpora. Díl poskytuje koukatelnou podívanou, ale nic víc.“ Kritik Den of Geek Matt Haigh napsal, že epizoda „začíná dobře, ale začíná působit unaveně a rozvláčně a zdá se, že tam prostě není moc příběhu“.
Po původním odvysílání dílu obdrželi pracovníci seriálu několik stížností od chiropraktiků. 26. února 2001 vyšel v časopise Dynamic Chiropractic článek o tomto dílu, v němž bylo uvedeno: „V seriálu se objevilo několik stížností: Simpsonovi si dělali legraci z mnoha lidí a ze všech možných institucí a profesí. Dne 17. ledna přišla řada na chiropraktiky.“. V článku časopisu Canadian Chiropractor analyzovali Steven R. Passmore a Lorraine Kochanowski-Sutterová zobrazování chiropraktiků v médiích. Jako příklad uvedli díl Marge a mukl, kde si „chiropraktici v sitcomech utahují sami ze sebe, když předepisují délku péče. (…) Doktor Steve v seriálu Simpsonovi tento stereotyp potvrzuje, když Homerovi říká, že ho bude muset navštěvovat ‚třikrát týdně po mnoho let‘.“ Passmore a Kochanowski-Sutterová také poznamenali, že v epizodě „vidíme na stěně za doktorem Stevem lapač snů, když léčí Homera. Tato strategicky umístěná dekorace by mohla naznačovat, že chiropraktik je v kontaktu s domorodým a/nebo přírodním léčitelstvím, nebo by to mohl být šťouchanec do esoteričtějších praktiků tohoto oboru.“